# Cordioniscus patrizii
Cordioniscus patrizii är en kräftdjursart som beskrevs av Alessandro Brian 1955. Cordioniscus patrizii ingår i släktet Cordioniscus och familjen Styloniscidae. Inga underarter finns listade i Catalogue of Life.